# The Archives Vol. 1 1963-1972
Albums de Neil Young
Fork in the Road
(2009) Dreamin' Man Live '92
(2009)
The Archives Vol. 1 1963–1972 est un coffret de 10 CD de Neil Young avec des titres inédits ou enregistrés en concert.

## Titres

### Disque 00 - Early Years (1963-1965)
1. Aurora (2:07) - The Squires – issu du 45 tours single (mono)
  - Neil Young - guitare ; Allan Bates - guitare ; Ken Koblun - basse ; Ken Smyth - batterie ; Bob Bradbum - chœurs
2. The Sultan (2:32) - The Squires – issu du 45 tours single (mono)
  - Neil Young - guitare ; Allan Bates - guitare ; Ken Koblun - basse ; Ken Smyth - batterie, gong
3. I Wonder (2:21) - The Squires – inédit (mono)
  - Neil Young - guitare, chant ; Allan Bates - guitare ; Ken Koblun - basse ; Ken Smyth - batterie
4. Mustang (2:23) - The Squires – inédit, instrumental (mono)
  - Neil Young - guitare ; Allan Bates - guitare ; Ken Koblun - basse ; Ken Smyth - batterie
5. I'll Love You Forever (3:22) - The Squires – inédit (mono)
  - Neil Young - guitare, chant ; Ken Koblun - basse ; Bill Edmondson - batterie
6. (I'm a Man and) I Can't Cry (2:30) - The Squires – inédit (mono)
  - Neil Young - guitare, chant ; Doug Campbell - guitare ; Ken Koblun - basse ; Randy Peterson - batterie
7. Hello Lonely Woman (3:57) - Neil Young & Comrie Smith – inédit
  - Neil Young - guitare, harmonica, chant ; Comrie Smith - guitare
8. Casting Me Away from You (2:13) - Neil Young & Comrie Smith – inédit
  - Neil Young - guitare, chant ; Comrie Smith - guitare, chant
9. There Goes My Babe (2:23) - Neil Young & Comrie Smith – inédit
  - Neil Young - guitare, chant ; Comrie Smith - guitare, chant
10. Sugar Mountain (2:43) - Neil Young – inédit, version démo (mono)
  - Neil Young - guitare, chant
11. Nowadays Clancy Can't Even Sing (3:05) - Neil Young – inédit, version démo (mono)
  - Neil Young - guitare, chant
12. Runaround Babe (2:39) - Neil Young – inédit (mono)
  - Neil Young - guitare, chant
13. The Ballad of Peggy Grover (2:48) - Neil Young – inédit (mono)
  - Neil Young - guitare, chant
14. The Rent is Always Due (2:54) - Neil Young – inédit (mono)
  - Neil Young - guitare, chant
15. Extra, Extra (2:41) - Neil Young – inédit (mono)
  - Neil Young - guitare, chant
16. I Wonder - The Squires – inédit, version alternative (mono) (Hidden track)
  - Neil Young - guitare, chant ; Ken Koblun - basse ; Bill Edmondson - batterie
17. Nowadays Clancy Can't Even Sing - Buffalo Springfield – de l'album Buffalo Springfield (mono) (Hidden track)
  - Richie Furay - guitare, chant ; Stephen Stills - guitare, chant ; Neil Young - guitare, harmonica, chant ; Bruce Palmer - basse ; Dewey Martin - batterie

### Disque 01 - Early Years (1966-1968)
1. Flying on the Ground is Wrong (3:08) - Neil Young – dans Buffalo Springfield Box Set (mono)
  - Neil Young - guitare, chant
2. Burned (2:16) - Buffalo Springfield – de l'album Buffalo Springfield (mono)
  - Neil Young - guitare, piano, chant ; Stephen Stills - guitare, chant ; Richie Furay - guitare, chant ; Bruce Palmer - basse ; Dewey Martin - batterie
3. Out of My Mind (3:05) - Buffalo Springfield – de l'album Buffalo Springfield (mono)
  - Neil Young - guitare, chant ; Stephen Stills - guitare, chant ; Richie Furay - guitare, chant ; Bruce Palmer - basse ; Dewey Martin - batterie
4. Down, Down, Down (2:11) - Neil Young – dans Buffalo Springfield Box Set (mono)
  - Neil Young - guitare, chant
5. Kahuna Sunset (2:52) - Buffalo Springfield – dans Buffalo Springfield Box Set (mono)
  - Neil Young - guitare ; Stephen Stills - guitare ; Richie Furay - guitare ; Bruce Palmer - basse ; Dewey Martin - batterie ; Cyrus Faryar - percussions
6. Mr. Soul (2:44) - Buffalo Springfield – dans Buffalo Springfield Box Set (mono)
  - Neil Young - guitare, chant ; Stephen Stills - guitare, chant ; Richie Furay - guitare, chant ; Bruce Palmer - basse ; Dewey Martin - batterie
7. Sell Out (1:40) - Buffalo Springfield – inédit (mono)
  - Neil Young - guitare, chant ; Stephen Stills - guitare ; Richie Furay - guitare ; Bruce Palmer - basse ; Dewey Martin - batterie
8. Down to the Wire (2:29) - Neil Young – de l'album Decade (mono)
  - Neil Young - guitare, chant ; Stephen Stills - guitare, chant ; Richie Furay - chant ; Mac Rebennack - piano ; Bobby West - basse ; Jesse Hill - batterie, timbales
9. Expecting to Fly (3:45) - Buffalo Springfield – de l'album Buffalo Springfield Again
  - Neil Young - guitare, chant ; Jack Nitzsche - piano électrique ; Don Randi - piano, clavecin ; Russ Titelman - guitare ; Carole Kaye - basse ; Jim Gordon - batterie ; Chœurs - Merry Clatyon, Brenda Holloway, Patrice Holloway, Gloria Jones, Shirlie Matthews, Gracia Nitzsche; et - cor anglais, vibraphone, timbales, cordes
10. Slowly Burning (2:58) - Neil Young – inédit, instrumental
  - Neil Young - guitare ; Jack Nitzsche - piano électrique ; Don Randi - piano, clavecin ; Russ Titelman - guitare ; Carole Kaye - basse ; Jim Gordon - batterie ; et - cor anglais, vibraphone, timbales, cordes, grelots
11. One More Sign (2:01) - Neil Young – dans Buffalo Springfield Box Set
  - Neil Young - guitare, chant
12. Broken Arrow (6:13) - Buffalo Springfield – de l'album Buffalo Springfield Again
  - Neil Young - guitare, chant ; Richie Furay - guitare, chant ; Stephen Stills - guitare ; Chris Sarns - guitare ; Don Randi - piano, orgue ; Bruce Palmer - basse ; Dewey Martin - batterie, chant ; et - cordes. Jazz theme : Don Randi - piano ; Jim Horn - clarinette ; Hal Blaine - batterie ; et - basse
13. I Am a Child (2:19) - Buffalo Springfield – de l'album Last Time Around
  - Neil Young - guitare, harmonica, chant ; Gary Marker - basse ; Dewey Martin - batterie
14. Do I Have to Come Right Out and Say It? - Buffalo Springfield - de l'album Buffalo Springfield (mono) [titre caché]
  - Richie Furay - guitare, chant ; Stephen Stills - guitare, chant ; Neil Young - guitare, chant ; Bruce Palmer - basse ; Dewey Martin - batterie
15. Flying on the Ground is Wrong - Buffalo Springfield - de l'album Buffalo Springfield (mono) [titre caché]
  - Richie Furay - guitare, chant ; Stephen Stills - guitare, chant ; Neil Young - guitare, chant ; Bruce Palmer - basse ; Dewey Martin - batterie
16. For What It's Worth - Buffalo Springfield - de l'album Buffalo Springfield - deuxième version (mono) [titre caché]
  - Stephen Stills - guitare, chant ; Richie Furay - guitare, chant ; Neil Young - guitare ; Bruce Palmer - basse ; Dewey Martin - batterie, chant
17. This Is It! - Buffalo Springfield - extrait du concert final - montage inédit (mono) [titre caché]
  - Stephen Stills - guitare, chant ; Richie Furay - guitare, chant ; Neil Young - guitare, chant ; Jim Messina - basse ; Dewey Martin - batterie

### Disque 02 - Topanga 1 (1968-1969)
1. Everybody Knows This is Nowhere (2:15) - Neil Young – issu, en stéréo, du 45 tours single-second pressing promotionnel
  - Neil Young - guitare, chant ; Jim Messina - basse ; George Granthan - batterie ; et - flûte
2. The Loner (3:50) - Neil Young – de l'album Neil Young
  - Neil Young - guitare, orgue, chant ; Jim Messina - basse ; George Granthan - batterie ; et - cordes et violoncelles
3. Birds (2:15) - Neil Young – version inédite
  - Neil Young - guitare, piano, chant ; Jim Messina - basse ; George Granthan - batterie
4. What Did You Do to My Life? (1:53) - Neil Young – mixage inédit
  - Neil Young - guitare, chant ; Jim Messina - basse ; George Granthan - batterie
5. The Last Trip to Tulsa (9:27) - Neil Young – de l'album Neil Young
  - Neil Young - guitare, chant
6. Here We Are in the Years (3:17) - Neil Young – de l'album Neil Young – seconde version
  - Neil Young - guitare, piano, orgue, clavecin, chant ; Jim Messina - basse ; George Granthan - batterie ; et - cordes
7. I've Been Waiting for You (2:28) - Neil Young – mixage inédit
  - Neil Young - guitare, piano, orgue, chant ; Jim Messina - basse ; George Granthan - batterie
8. The Old Laughing Lady (6:00) - Neil Young – de l'album Neil Young
  - Neil Young - chant ; Ryland Cooder - guitare; Jack Nitzsche - piano électrique ; Carol Kaye - basse ; Earl Palmer - batterie ; chœurs : Merry Clatyon, Brenda Holloway, Patrice Holloway, Gloria Jones, Shirlie Matthews, et Gracia Nitzsche ; et - trompette, trombone, saxophone ténor, cor d'harmonie, clarinette, cordes et timbales
9. I've Loved Her So Long (2:44) - Neil Young – de l'album Neil Young
  - Neil Young - chant ; Ryland Cooder - guitare ; Jack Nitzsche - piano électrique ; Jim Messina - basse ; Earl Palmer - batterie ; chœurs : Merry Clatyon, Brenda Holloway, Patrice Holloway, Gloria Jones, Shirlie Matthews, et Gracia Nitzsche ; et - piano, trompette, trombone, hautbois, clarinette, cordes et timbales
10. Sugar Mountain (6:16) - Neil Young – version stéréo inédite
  - Neil Young - guitare, chant
11. Nowadays Clancy Can't Even Sing (5:21) - Neil Young – de Sugar Mountain: Live at Canterbury House 1968
  - Neil Young - guitare, chant
12. Down by the River (9:17) - Neil Young & Crazy Horse – de l'album Everybody Knows This Is Nowhere
  - Neil Young - guitare, chant ; Danny Whitten - guitare, chant ; Billy Talbot - basse ; Ralph Molina - batterie, chant
13. Cowgirl in the Sand (10:06) - Neil Young & Crazy Horse – de l'album Everybody Knows This Is Nowhere
  - Neil Young - guitare, chant ; Danny Whitten - guitare, chant ; Billy Talbot - basse ; Ralph Molina - batterie, chant
14. Everybody Knows This is Nowhere (2:29) - Neil Young & Crazy Horse – de l'album Everybody Knows This Is Nowhere
  - Neil Young - guitare, chant ; Danny Whitten - guitare, chant ; Billy Talbot - basse ; Ralph Molina - batterie, chant
15. The Emperor of Wyoming - Neil Young - de l'album Neil Young [titre caché]
  - Neil Young - guitare ; Jim Messina - basse ; George Granthan - batterie ; et - cordes

### Disque 03 -Live at the Riverboat (Toronto 1969)
1. Emcee Intro. / Sugar Mountain Intro. (1:18)
2. Sugar Mountain (5:34) - Neil Young – inédit, version live
3. Incredible Doctor Rap (3:10)
4. The Old Laughing Lady (5:14) - Neil Young – inédit, version live
5. Audience Observation / Dope Song / Band Names Rap (2:59)
6. Flying on the Ground is Wrong (3:58) - Neil Young – inédit, version live
7. On the Way Home Intro. (0:25)
8. On the Way Home (2:40) - Neil Young – inédit, version live
9. Set Break / Emcee Intro. (1:20)
10. I've Loved Her So Long (2:13) - Neil Young – inédit, version live
11. Allen A-Dale Rap (2:20)
12. I Am a Child (2:27) - Neil Young – inédit, version live
13. 1956 Bubblegum Disaster (2:04) - Neil Young – inédit
14. The Last Trip to Tulsa (7:00) - Neil Young – inédit, version live
15. Words Rap (2:14)
16. Broken Arrow (4:38) - Neil Young – inédit, version live
17. 'Turn Down the Lights Rap (0:53)
18. Whiskey Boot Hill (2:22) - Neil Young – inédit, version live
19. Expecting to Fly Intro. (0:54)
20. Expecting to Fly (2:55) - Neil Young – inédit, version live
  - Neil Young - guitare, chant

### Disque 04 - Topanga 2 (1969-1970)
1. Cinnamon Girl (3:00) - Neil Young & Crazy Horse – de l'album Everybody Knows This Is Nowhere
  - Neil Young - guitare, chant ; Danny Whitten - guitare, chant ; Billy Talbot - basse ; Ralph Molina - batterie,chant
2. Running Dry (Requiem for the Rockets) (5:35) - Neil Young & Crazy Horse – de l'album Everybody Knows This Is Nowhere
  - Neil Young - guitare, chant ; Danny Whitten - guitare, chant ; Bobby Notkoff - violon ; Billy Talbot - basse ; Ralph Molina - batterie, chant
3. Round And Round (It Won't Be Long) (5:54) - Neil Young & Crazy Horse – de l'album Everybody Knows This Is Nowhere
  - Neil Young - guitare, chant ; Danny Whitten - guitare, chant ; Robin Lane - chant
4. Oh Lonesome Me (4:00) - Neil Young & Crazy Horse – inédit en stéréo
  - Neil Young - guitare, piano, harmonica, chant ; Danny Whitten - guitare, chant ; Billy Talbot - basse ; Ralph Molina - batterie, chant
5. Birds (1:37) - Neil Young & Crazy Horse – issu du 45 tours single (mono)
  - Neil Young - guitare, piano, chant ; Danny Whitten - guitare, chant ; Billy Talbot - basse ; Ralph Molina - batterie, chant
6. Everybody's Alone (2:31) - Neil Young & Crazy Horse – inédit
  - Neil Young - guitare, piano, chant ; Danny Whitten - guitare, chant ; Billy Talbot - basse ; Ralph Molina - batterie, chant
7. I Believe in You (3:28) - Neil Young & Crazy Horse – de l'album After the Gold Rush
  - Neil Young - guitare, piano, vibraphone, chant ; Danny Whitten - guitare, chant ; Billy Talbot - basse ; Ralph Molina - batterie, chant
8. Sea of Madness (3:16) - Crosby, Stills, Nash and Young – de la bande originale de Woodstock
  - Neil Young - orgue, chant ; Stephen Stills - guitare, chant ; David Crosby - guitare, chant ; Graham Nash - percussions, chant ; Greg Reeves - basse ; Dallas Taylor - batterie
9. Dance Dance Dance (2:24) - Neil Young & Crazy Horse – version inédite
  - Neil Young - guitare, chant; Danny Whitten - guitare, chant ; Billy Talbot - basse ; Ralph Molina - batterie, chant
10. Country Girl (5:11) - Crosby, Stills, Nash and Young – de l'album Déjà Vu
  - Neil Young - guitare, orgue, harmonica, chant ; Stephen Stills - guitare, chant ; David Crosby - guitare, chant ; Graham Nash - guitare, chant ; Greg Reeves - basse ; Dallas Taylor - batterie
11. Helpless (3:45) - Crosby, Stills, Nash and Young – version inédite
  - Neil Young - guitare acoustique, harmonica, chant ; Stephen Stills - lead guitar, piano, chant ; David Crosby - chant ; Graham Nash - guitare, chant ; Greg Reeves - basse ; Dallas Taylor - batterie
12. It Might Have Been (4:18) - Neil Young & Crazy Horse – version live inédite
  - Neil Young - guitare, chant ; Danny Whitten - guitare, chant ; Jack Nitzsche - piano ; Billy Talbot - basse ; Ralph Molina - batterie, chant
13. I Believe in You - Neil Young & Crazy Horse - version inédite [titre caché]
  - Neil Young - guitare, piano, chant, grelots ; Danny Whitten - guitare, chant ; Billy Talbot - basse ; Ralph Molina - batterie, chant
14. I've Loved Her So Long - Crosby, Stills, Nash and Young - version live inédite (mono) [titre caché]
  - Neil Young - guitare, chant ; Graham Nash - chant

### Disque 05 -Live at the Fillmore East (New York 1970)
1. Everybody Knows This Is Nowhere (3:36)
2. Winterlong (3:40)
3. Down By The River (12:22)
4. Wonderin' (3:35)
5. Come On Baby, Let's Go Downtown (3:51)
6. Cowgirl In The Sand (16:09)
  - Neil Young - guitare, chant ; Danny Whitten - guitare, chant ; Jack Nitzsche - piano ; Billy Talbot - basse ; Ralph Molina - batterie, chant

### Disque 06 - Topanga 3 (1970)
1. Tell Me Why (2:57) - Neil Young – de l'album After the Gold Rush
  - Neil Young - guitare, chant ; Nils Lofgren - guitare, chant ; Ralph Molina - chant
2. After the Gold Rush (3:46) - Neil Young – de l'album After the Gold Rush
  - Neil Young - piano, chant ; Bill Peterson - bugle
3. Only Love Can Break Your Heart (3:09) - Neil Young – de l'album After the Gold Rush
  - Neil Young - guitare, chant ; Danny Whitten - guitare, chant ; Nils Lofgren - piano ; Greg Reeves - basse ; Ralph Molina - batterie, chant ; Bill Peterson - bugle
4. Wonderin' (2:10) - Neil Young – version inédite
  - Neil Young - guitare, chant ; Nils Lofgren - piano, chant ; Greg Reeves - basse ; Ralph Molina - batterie, chant
5. Don't Let It Bring You Down (2:57) - Neil Young – de l'album After the Gold Rush - first pressing
  - Neil Young - guitare, chant ; Nils Lofgren - piano ; Greg Reeves - basse ; Ralph Molina - batterie
6. Cripple Creek Ferry (1:34) - Neil Young – de l'album After the Gold Rush
  - Neil Young - piano, chant ; Danny Whitten - guitare, chant ; Greg Reeves - basse ; Ralph Molina - batterie, chant
7. Southern Man (5:31) - Neil Young – de l'album After the Gold Rush
  - Neil Young - guitare, chant ; Nils Lofgren - piano, chant ; Greg Reeves - basse ; Ralph Molina - batterie, chant ; Danny Whitten - chant
8. Till the Morning Comes (1:16) - Neil Young – de l'album After the Gold Rush
  - Neil Young - piano, chant ; Danny Whitten - guitare, chant ; Greg Reeves - basse ; Ralph Molina - batterie, chant ; Stephen Stills - chant ; Bill Peterson - bugle
9. When You Dance, I Can Really Love (3:46) - Neil Young & Crazy Horse – de l'album After the Gold Rush - premier pressing
  - Neil Young - guitare, chant ; Danny Whitten - guitare, chant ; Jack Nitzsche - piano ; Billy Talbot - basse ; Ralph Molina - batterie
10. Ohio (3:00) - Crosby, Stills, Nash and Young – issu du 45 tours single en stéréo
  - Neil Young - guitare, chant ; Stephen Stills - guitare, chant ; David Crosby - guitare, chant ; Graham Nash - chant ; Calvin "Fuzzy" Samuels - basse ; Johnny Barbata - batterie
11. Only Love Can Break Your Heart (4:15) - Crosby, Stills, Nash and Young – version live inédite
  - Neil Young - guitare, chant ; Stephen Stills - contrebasse ; David Crosby - chant ; Graham Nash - chant
12. Tell Me Why (5:41) - Crosby, Stills, Nash and Young – version inédite
  - Neil Young - guitare, chant ; Stephen Stills - contrebasse ; David Crosby - chant ; Graham Nash - chant
13. Music is Love (3:20) - David Crosby, Graham Nash & Neil Young – de l'album If I Could Only Remember My Name
  - David Crosby - guitare, chant ; Neil Young - guitare, basse, vibraphone, chant ; Graham Nash - congas, chant
14. See the Sky About to Rain (3:56) - Neil Young – version inédite
  - Neil Young - piano, chant
15. Don't Let It Bring You Down - Neil Young - de l'album After the Gold Rush - second pressing [titre caché]
  - Neil Young - guitare, chant ; Nils Lofgren - piano ; Greg Reeves - basse ; Ralph Molina - batterie
16. When You Dance I Can Really Love - Neil Young & Crazy Horse - de l'album After the Gold Rush - second pressing [titre caché]
  - Neil Young - guitare, chant ; Danny Whitten - guitare, chant ; Jack Nitzsche - piano ; Billy Talbot - basse ; Ralph Molina - batterie
17. Birds - Neil Young - de l'album After the Gold Rush [titre caché]
  - Neil Young - piano, chant ; Danny Whitten - chant ; Ralph Molina - chant

### Disque 07 -Live at Massey Hall 1971
1. On the Way Home (3:42)
2. Tell Me Why (2:29)
3. Old Man (4:57)
4. Journey Through the Past (4:15)
5. Helpless (4:16)
6. Love in Mind (2:47)
7. A Man Needs a Maid / Heart of Gold (Suite) (6:39)
8. Cowgirl in the Sand (3:45)
9. Don't Let it Bring You Down (2:46)
10. There's a World (3:33)
11. Bad Fog of Loneliness (3:27)
12. The Needle and the Damage Done (3:55)
13. Ohio (3:40)
14. See the Sky About to Rain (4:05)
15. Down By the River (4:08)
16. Dance Dance Dance (5:48)
17. I Am a Child (3:19)
  - Neil Young - guitare, piano, chant

### Disque 08 - North Country (1971-1972)
1. Heart of Gold (3:49) - Neil Young – version live inédite
  - Neil Young - guitare, harmonica, chant
2. The Needle and the Damage Done (2:10) - Neil Young – de l'album Harvest
  - Neil Young - guitare, chant
3. Bad Fog of Loneliness (1:55) - Neil Young & The Stray Gators – version inédite
  - Neil Young - guitare, chant ; Ben Keith - pedal steel guitar ; Tim Drummond - basse ; Kenny Buttrey - batterie ; Linda Ronstadt - chant ; James Taylor - chant
4. Old Man (3:22) - Neil Young & The Stray Gators – de l'album Harvest
  - Neil Young - guitare, chant ; Ben Keith - pedal steel guitar ; James McMahon - piano ; Tim Drummond - basse ; Kenny Buttrey - batterie ; Linda Ronstadt - chant ; James Taylor - banjo, chant
5. Heart of Gold (3:08) - Neil Young & The Stray Gators – de l'album Harvest
  - Neil Young - guitare, harmonica, vocal ; Teddy Irwin - guitare ; Ben Keith - pedal steel guitar ; Tim Drummond - basse ; Kenny Buttrey - batterie ; Linda Ronstadt - chant ; James Taylor - chant, banjo
6. Dance Dance Dance (2:14) - Neil Young – version inédite
  - Neil Young - guitare, harmonica, chant ; Graham Nash - banjo, chant
7. A Man Needs a Maid (4:10) - Neil Young with the London Symphony Orchestra – mixage inédit
  - Neil Young - piano, chant ; avec l'Orchestre Symphonique de Londres
8. Harvest (3:09) - Neil Young & The Stray Gators – de l'album Harvest
  - Neil Young - guitare, chant ; Ben Keith - pedal steel guitar ; John Harris - piano ; Tim Drummond - basse ; Kenny Buttrey - batterie
9. Journey Through the Past (2:21) - Neil Young & The Stray Gators – version inédite
  - Neil Young - guitare, harmonica, chant ; Ben Keith - pedal steel guitar ; John Harris - piano ; Tim Drummond - basse ; Kenny Buttrey - batterie
10. Are You Ready for the Country? (3:22) - Neil Young & The Stray Gators – de l'album Harvest
  - Neil Young - piano, chant ; Ben Keith - pedal steel guitar ; Jack Nitzsche - lap steel guitar ; Tim Drummond - basse ; Kenny Buttrey - batterie ; David Crosby - chant ; Graham Nash - chant
11. Alabama (4:03) - Neil Young & The Stray Gators – de l'album Harvest
  - Neil Young - guitare, chant ; Ben Keith - pedal steel guitar ; Jack Nitzsche - piano ; Tim Drummond - basse ; Kenny Buttrey - batterie ; David Crosby - chant ; Stephen Stills - chant
12. Words (Between the Lines of Age) (15:52) - Neil Young & The Stray Gators – de l'album Journey Through the Past
  - Neil Young - guitare, chant ; Ben Keith - pedal steel guitar ; Jack Nitzsche - piano ; Tim Drummond - basse ; Kenny Buttrey - batterie
13. Soldier (3:22) - Neil Young – mixage inédit
  - Neil Young - piano, chant
14. War Song (3:29) - Neil Young & Graham Nash & The Stray Gators – issu du 45 tours single (mono)
  - Neil Young - guitare, chant ; Ben Keith - pedal steel guitar ; Jack Nitzsche - piano ; Tim Drummond - basse ; Kenny Buttrey - batterie ; Graham Nash - chant

### Disque 09 -Journey Through the Past- A Film By Neil Young
Special features include the theatrical trailer, radio spots and archival galleries.

### BD-Live Downloads
1. I Wonder - The Squires – previously unreleased basement rehearsal (Made available around May 1, 2009) (24-bit/192 kHz audio)
  - Neil Young - guitare, chant ; Doug Campbell - guitare ; Ken Koblun - basse ; Randy Peterson - batterie
2. Here We Are in the Years - Neil Young – unreleased 2009 remix (Made available around July 26, 2009) (24-bit/192 kHz audio)
  - Neil Young - guitare, piano, orgue, clavecin, chant ; Jim Messina - basse ; George Granthan - batterie ; et - cordes
3. Cinnamon Girl - Neil Young & Crazy Horse - live at the Fillmore East, March 7, 1970 (track left off the Fillmore East NYAPS release) (Made available on or very shortly before Sep. 15, 2009) (24-bit/192 kHz audio)
  - Neil Young - guitare, chant ; Danny Whitten - guitare, chants ; Jack Nitzsche - piano électrique ; Billy Talbot - basse ; Ralph Molina - batterie, chant
4. Mr. Soul - Buffalo Springfield - live at the KHJ Appreciation Concert, Apr. 29, 1967 (Made available on Oct. 5, 2009) (24-bit/96 kHz audio)
  - Neil Young - guitare, chant ; Stephen Stills - guitare ; Richie Furay - guitare ; Jim Fielder - basse ; Dewey Martin - batterie
5. The Rent Is Always Due - Neil Young - démo issu du Buffalo Springfield box set (Made available on Nov. 2, 2009) (24-bit/192 kHz audio)
  - Neil Young - guitare, chants
6. Shakey Pictures Fanfare - Jack Nitzsche - opening fanfare for all Shakey Pictures productions, along with instructions for a ringtone download (Made available on Nov. 18, 2009) (24-bit/48 kHz audio)
  - Jack Nitzsche - compositeur
7. It's My Time - The Mynah Birds - single A-side that went unreleased until 2006's The Complete Motown Singles, Vol. 6 box set (Made available on Feb. 26, 2010) (16-bit/96 kHz audio)
  - Rick Matthews - chants ; Neil Young - guitare, chœurs ; Bruce Palmer - basse ; Jim Yachemac - guitare ; Rick Mason - batterie ; The Temptations - chœurs ; The Four Tops - chœurs
8. Go On and Cry - The Mynah Birds - single B-side that went unreleased until 2006's The Complete Motown Singles, Vol. 6 box set (Made available on Feb. 26, 2010) (16-bit/96 kHz audio)
  - Rick Matthews - chants ; Neil Young - guitare, chœurs; Bruce Palmer - basse ; Jim Yachemac - guitare ; Rick Mason - batterie ; The Temptations - chœurs ; The Four Tops - chœurs
9. I Ain't Got the Blues - Neil Young - démo inédite (Made available on Mar. 26, 2010) (24-bit/192 kHz audio)
  - Neil Young - guitare, chants
10. Mustang - The Squires – même version que sur le Disque 0, was used so Neil could include text about the song (Made available on Apr. 28, 2010) (24-bit/192 kHz audio)
  - Neil Young - guitare, chant ; Doug Campbell - guitare ; Ken Koblun - basse ; Randy Peterson - batterie